# Live on St. Patrick’s Day from Boston, MA
Live on St. Patrick’s Day from Boston, MA — первый концертный альбом кельтик/стрит-панков Dropkick Murphys, выпущенный в 2002 году на лейбле Тима Армстронга Hellcat Records.

## Об альбоме
Live on St. Patrick’s Day from Boston, MA записан во время концертного выступления в Бостоне, штат Массачусетс по случаю трёхдневного празднования самого знаменитого ирландского торжества Дня святого Патрика, который проходит ежегодно во многих городах мира. Позже Dropkick Murphys выпустили DVD-диск.

## Список композиций
1. «Intro» — 0:57
2. «For Boston» (T.J. Hurley) — 1:27
3. «Boys on the Docks» — 2:26
4. «Road of the Righteous» — 2:38
5. «Upstarts & Broken Hearts» — 2:49
6. «The Gauntlet» — 2:57
7. «Rocky Road to Dublin» (Traditional) — 2:36
8. «Heroes From Our Past» — 3:50
9. «Finnegan’s Wake» (Traditional) — 2:15
10. «Which Side Are You On?» (Florence Reece) — 2:31
11. «A Few Good Men» — 3:12
12. «Curse of a Fallen Soul» — 3:16
13. «The Torch» — 3:48
14. «Gang’s All Here» — 4:52
15. «Forever» — 3:35
16. «Spicy McHaggis Jig» — 3:23
17. «John Law» — 1:30
18. «Wild Rover» (Traditional) — 3:24
19. «Fortunate Son» (John Fogerty) (Creedence Clearwater Revival cover) — 3:23
20. «Nutty (Bruin’s Theme)» — 1:38
21. «Good Rats» — 4:10
22. «Amazing Grace» (John Newton) — 2:28
23. «Alcohol» (Gang Green) — 1:54
24. «Barroom Hero» — 2:43
25. «Dirty Water» (Ed Cobb) — 3:20
26. «Bloody Pig Pile» («Skinhead on the MBTA») — 3:15